# Сальма (Сирия)
Сальма (араб. سلمى‎) — посёлок на северо-западе Сирии, расположенный на территории мухафазы Латакия. Входит в состав района Хаффа. Численность населения в 2004 году составляла 2131 человек.